# Нгуен, Лейна
Ле́йна Нгуе́н (англ. Leyna Nguyen, вьет. Nguyễn Leyna; 13 декабря 1970, Донгха, Южный Вьетнам) — американская журналистка, телеведущая и актриса.

## Биография
Лейна Нгуен родилась 13 декабря 1970 года в Донгха (Южный Вьетнам); в настоящее время проживает в Лос-Анджелесе (штат Калифорния, США).
Лейна окончила «Webster University», получив степень в области массовых коммуникаций.

## Карьера
У Лейны есть некоммерческий фонд под названием «Любовь через океан», который приносит пользу обездоленным детям вьетнамских школ. В 2011 году она стала 68-й «Женщиной года» Калифорнии.
Лейна сыграла телерепортёров в нескольких десятках фильмов и сериалов, включая «Дюплекс» (2003).

## Личная жизнь
С 11 апреля 2005 года Лейна замужем за Майклом Муриано. У супругов есть двое детей.

## Избранная фильмография
| Год  |   | Русское название | Оригинальное название | Роль                      |
| ---- | - | ---------------- | --------------------- | ------------------------- |
| 2009 | с | Декстер          | Dexter                | ведущая новостей / диктор |